# Comuna Negomir, Gorj
Negomir este o comună în județul Gorj, Oltenia, România, formată din satele Artanu, Bohorel, Condeiești, Negomir (reședința), Nucetu, Orzu, Paltinu, Raci, Ursoaia și Valea Racilor.

## Geografie

### Localizare
Comuna Negomir este situată în sud-vestul județului Gorj, în Piemontul Getic (Platforma Jiului), la aproximativ 35 km de municipiul Târgu Jiu. Comuna Negomir este situată pe paralela 44°și 49' latitudine nordică și pe meridianul 23° și 12' longitudine estică. 
Străbătut de la nord la sud de pârâul Jilțul Mic, pe o distanță de 22 km, teritoriul administrativ actual al localității se învecinează cu următoarele comune:
- la nord și est cu Fărcășești;
- la est cu Urdari și orașul Turceni;
- la sud cu Borăscu;
- la nord-vest cu Mătăsari;
- la vest cu Drăgotești și Bolboși.

De-a lungul timpului, încadrarea ei în unități administrativ-teritoriale mai mari s-a schimbat, localitatea făcând parte din județul Mehedinți, până la 1926, și apoi din județul Gorj, după această dată. În anul 1900, comuna Negomir, parte a județului Mehedinți, se învecina la vest cu Drăgotești și Corobăi, la nord cu Timișeni, atunci având statut de comună, în prezent, fiind sat al comunei Fărcășești, iar la est cu Roșia-Jiu, Fărcășești și Valea cu Apă.

### Componență
Satele componente (Bohorel, Negomir, Ursoaia, Artanu, Orzu, Paltinu, Valea Racilor, Condeiești, Raci, Nucetu) se distribuie neuniform pe ambele maluri ale pârâului Jilțul Mic și de-a lungul lui DJ 674B. Așezarea satelor componente, de la nord la sud, este următoarea:
- Bohorel (aproape dispărut), pe direcția Negomir-Mătăsari;

- Negomir, pe malul stâng al Jilțului și de-a lungul drumului județean, în direcția Raci-Borăscu;

- Ursoaia, de-a lungul drumului județean, în continuarea satului Negomir. Părți ale satului se ramifică spre Dealul Ursoaiei;

- Artanu este așezat atât pe partea dreaptă a Jilțului, având în componență cătunele Valea Casei (sau Valea Cășii) și Valea Artanului, cât și de-a lungul drumului județean (cătunul Ursoița și satul Artanu propriu-zis);
- Orzu, de-a lungul drumului județean, pe stânga și pe dreapta, dar și în partea stângă a Jilțului, spre comuna Urdari. Datorită acestei configurări, în vechime, după cum se va arăta în prezenta lucrare, satul a fost încorporat comunei Urdarii de Sus. De asemenea, o bună parte din case sunt așezate în partea estică a dealului Turuiaua;
- Paltinu, în dreapta pârâului Jilț, îmbrăcând o parte a dealului cu același nume, dar și de-a lungul drumului județean;
- Valea Racilor se întinde pe valea cu aceeași denumire. Datorită orientării sale spre est, în anumite perioade, a făcut parte din comunele Urdarii de Sus și Valea cu Apă;
- Condeiești, de-a lungul drumului județean, pe partea stângă a Jilțului;
- Raci, în partea dreaptă a pârâului Jilț, alcătuit din cătunele Bacâți (depopulat), Brânzănești și Țogoiești;

- Nucetu (Strâmba Mică) se întinde în continuarea satului Condeiești, în stânga și în dreapta căii de comunicație menționate, până la granița cu satul Baniu (aparținând comunei Borăscu).Biserica din lemn „Sfântul Ierarh Nicolae” din cătunul Curtișoara, Negomir

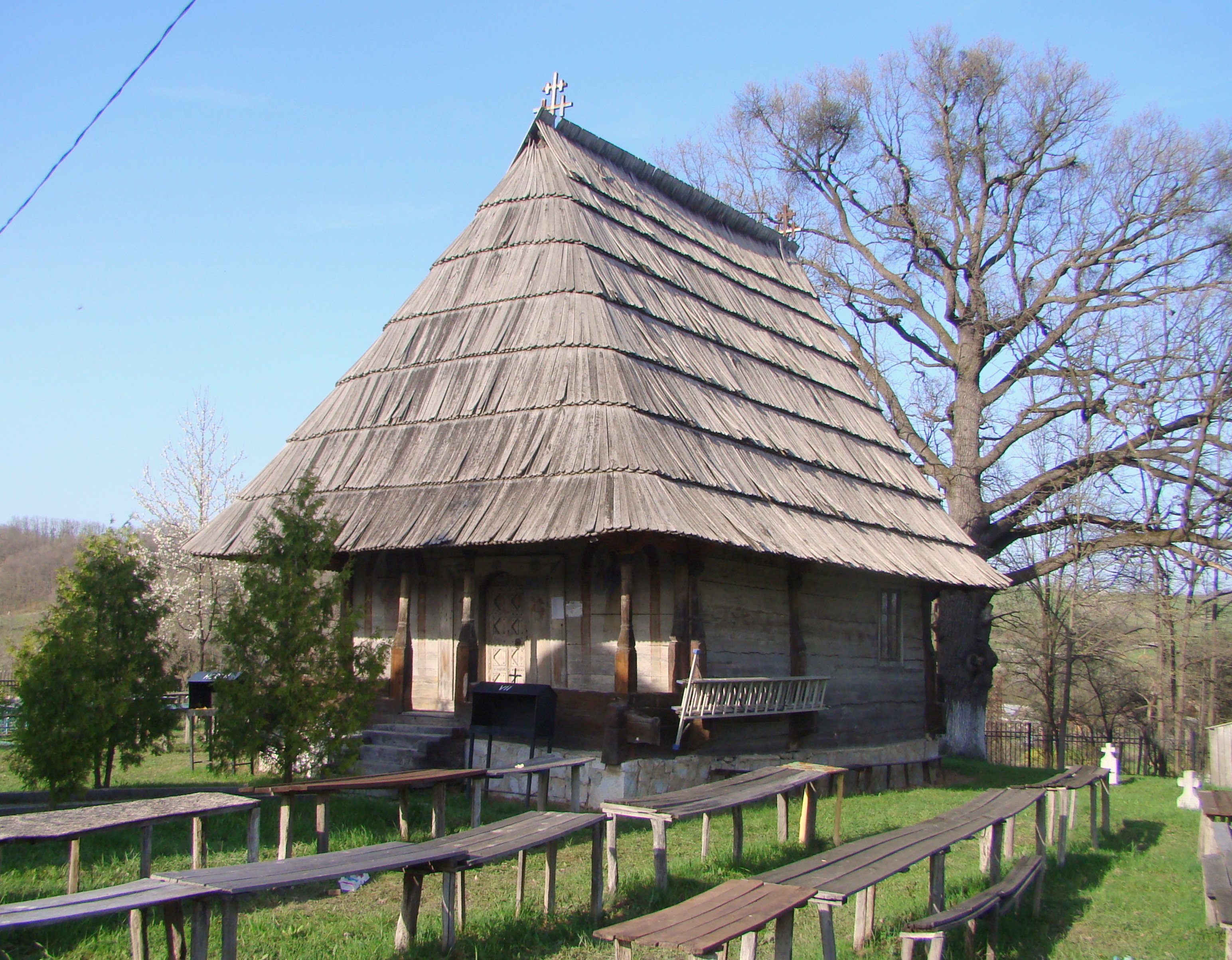
Biserica din lemn „Sfântul Ierarh Nicolae” din cătunul Curtișoara, Negomir

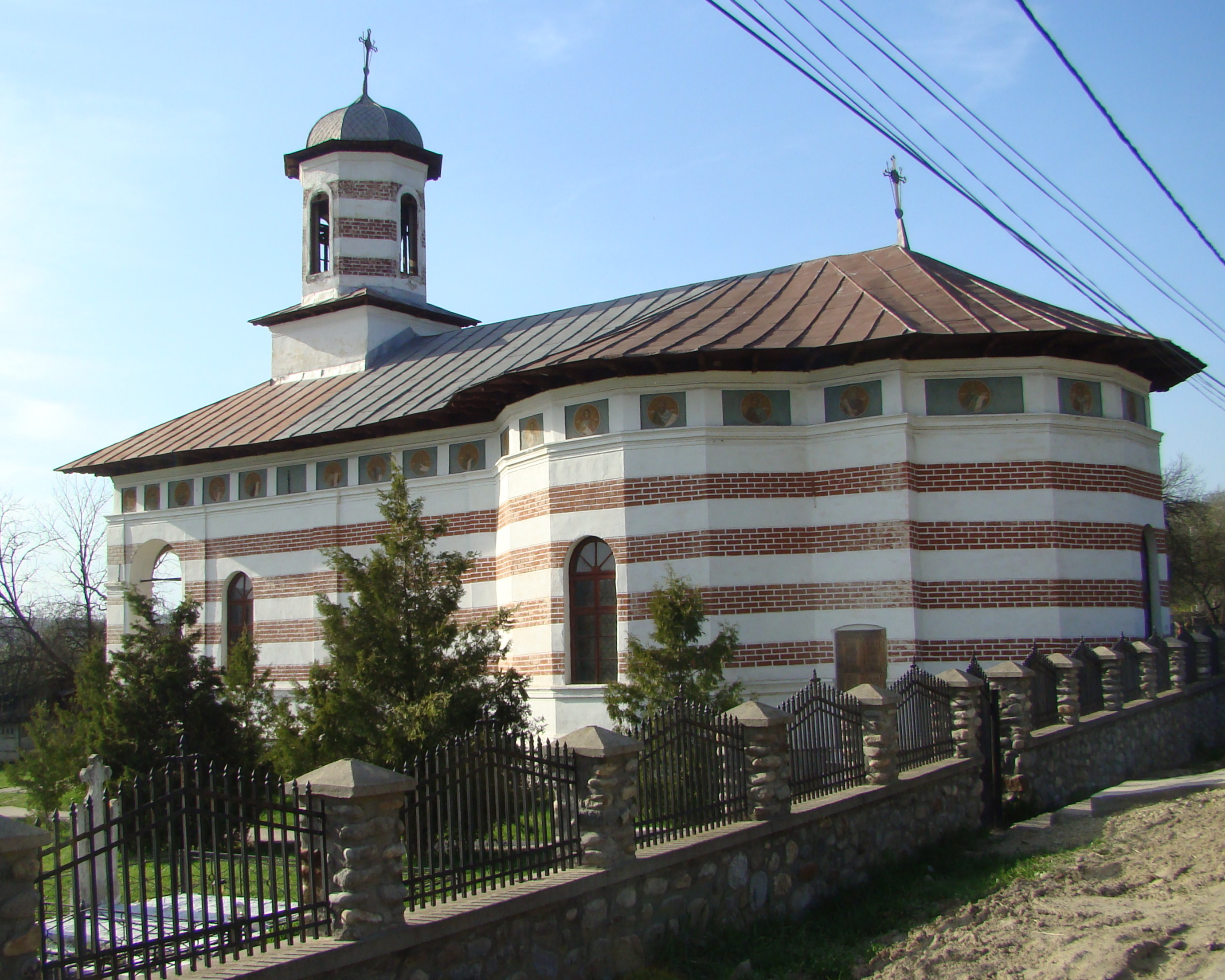
Biserica din cătunul Toplița, Negomir

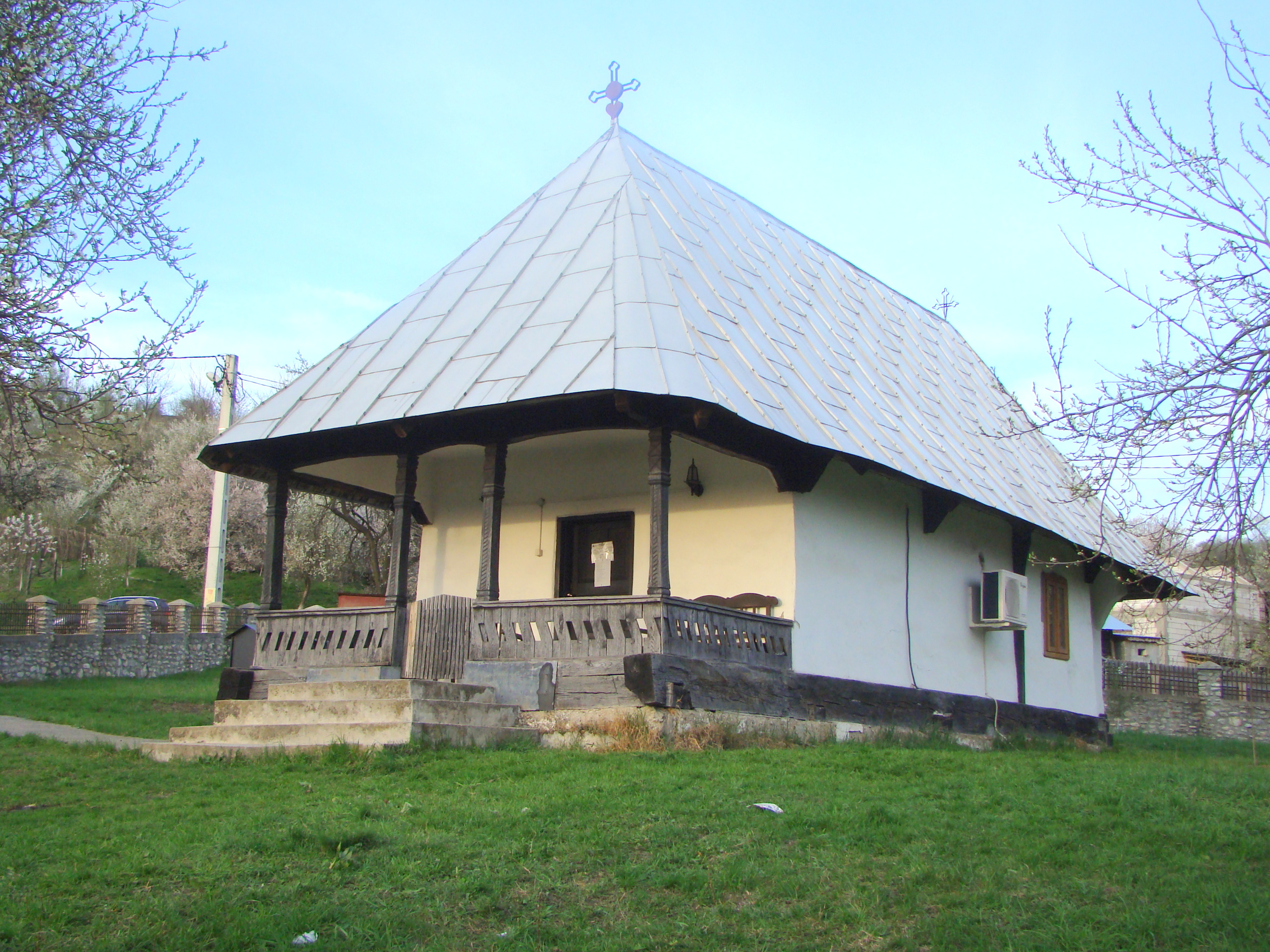
Biserica „Sfinții Voievozi” din satul Ursoaia

### Căile de comunicație
Căile de comunicație sunt reprezentate de drumul județean 674B și de șoselele comunale de legătură cu celelalte comune. Până în anii '90 ai secolului al XX-lea, exista o cale de comunicație cu Mătăsari (comună), legând de aceasta atât satul Bohorel, cât și Negomirul. Dispariția satului, ca urmare a excavațiilor pentru exploatarea lignitului, a dus și la dispariția acestei artere de comunicație.

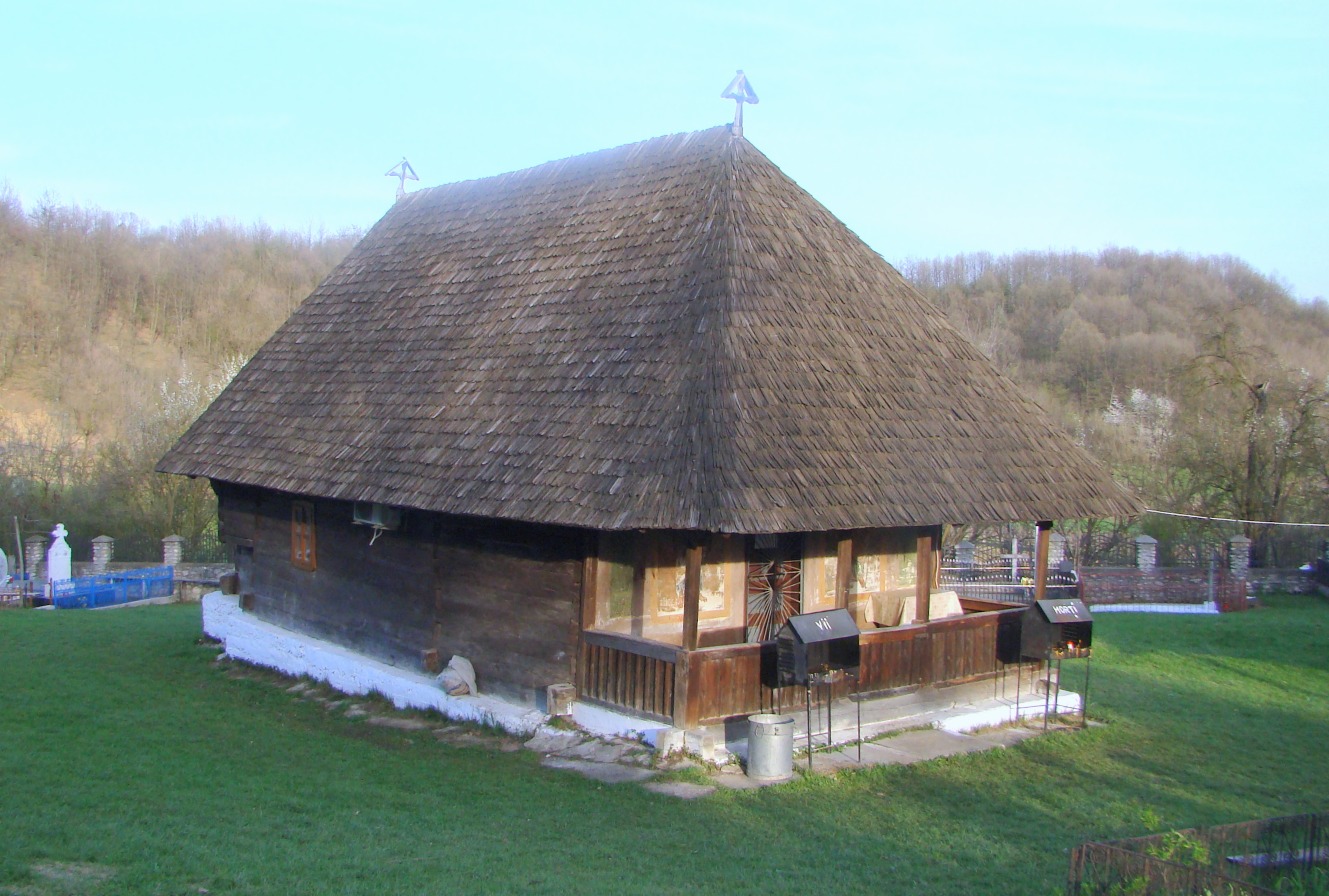
Biserica „Sfântul Ioan Botezătorul” din satul Artanu

În zona unde, din vechime, există cătunul Curtișoara, în apropiere de biserica cu același nume, se ramifică din drumul județean o șosea comunală (DC 61), care face legătura cu Drăgotești.
La hotarul dintre satele Negomir și Ursoaia, traversând pârâul Jilț, s-a construit, din vechime, și s-a modernizat în ultimii ani o șosea care face legătura cu Slăveiul (cătun).
Legătura dintre satele Ursoaia și Corobăi se face prin DC 67, iar legătura dintre Valea Racilor și Fântânele-Urdari se face prin DC 69.
Valea Artanului și Valea Casei sunt legate de drumul județean prin șosele comunale modernizate.
Căi de acces spre satele și cătunele din partea dreaptă a Jilțului sunt și în zona Paltinu, Brânzănești și Țogoiești. 
Între satele Paltinu și Bolboși, pornind din 674B, s-a amenajat DC 71. 
În ultimii ani, toate aceste căi de comunicație au fost modernizate atât prin eforturi bugetare proprii, cât și prin atragerea de fonduri republicane. Se remarcă inițiativa autorităților publice locale care au folosit judicios bugetul comunei, reușind să modernizeze prioritar căile de comunicație cu localitățile Borăscu, Bolboși și Drăgotești, ușurând accesul locuitorilor comunei la bâlciul săptămânal de la Bolboși și la platforma minieră Jilț. Astfel, s-a turnat covor bituminat pe DC 61 (Drăgotești-Negomir), DC 69 (Valea Racilor-Fântânele-Urdari), DC 67 (Ursoaia-Corobăi) și pe DC 70 (Condeiești-Bolboși).
Folosită din vechime pentru a lega comuna Negomir de comunele Fărcășești și Valea cu Apă, șoseaua ce pornește din drumul județean 674B și traversând dealul Negomirului, ajunge în satul Fărcășești și, de aici, în drumul județean 674B, în anul 2012 intrând într-un vast proces de modernizare, în prezent făcând legătura dintre cele două comune și municipiul Târgu Jiu.
Majoritatea drumurilor intercomunale vin din vechime, dar unele dintre ele și-au pierdut importanța, ca urmare a evoluțiilor socio-economice.

## Istorie
La sfârșitul secolului al XIX-lea, comuna făcea parte din plasa Văilor a județului Mehedinți, și era formată din satul Negomir, și din mahalalele Voinești, Buzești, Sârbi, Grivei din Dos, Grivei din Față, Velicani, Negulești, Belgi, Topolița, Ursoaia, Oitești, Popești, Mișcodani și Ursoița, cu o populație de 1300 de locuitori. În comună funcționa trei biserici, și o școală mixtă frecventată de 40 de elevi. La acea vreme, pe teritoriul actual al comunei, funcționa în plasa Jiul (din județul Gorj), comuna Raci, alcătuită din satele Raci, Artanu și Baniu, și care avea o populație de 1722 de locuitori. În comună funcționa o școală mixtă frecventată de 35 de elevi și trei biserici.
Anuarul Socec din 1925 consemnează comuna Negomir în plasa Motrul de Sus (județul Mehedinți), și comuna Raci, în plasa Turceni (județul Gorj). Comuna Negomir avea o populație de 1003 de locuitori (în satele Negomir, Ursoaia și Bohorel), iar comuna Raci avea o populație de 1894 de locuitori (în satele Raci, Artanu, Baniu, Strâmbu și în cătunul Baniu de Calopăr).
În 1931, comuna Negomir este transferată județului Gorj, și era împărțită în satele Negomir, Bohorel și Ursoaia, iar comuna Raci era împărțită în satele Raci, Antonești, Artanu, Baniu, Condelești, Orzu, Paltinu, Strâmba și Valea Racilor.
În anul 1950, comunele au fost arondate raionului Strehaia a regiunii Gorj, raion care doi ani mai târziu a fost arondat regiunii Craiova, și apoi (după 1960), regiunii Oltenia. În anul 1964, satul Strâmba din comuna Raci, capătă numele de Nucetu.
În anul 1968, comunele Negomir și Raci, au fost transferate județului Gorj, iar comuna Raci se desființează și satele ei sunt incluse în comuna Negomir. Tot atunci, satul Baniu a fost transferat la comuna Borăscu, care a contopit și vechiul sat Antonești.

## Activități economice
Ocupația locuitorilor a suferit transformări în ultima jumătate de secol. Multă vreme ocupația principală a locuitorilor fiind creșterea animalelor (ovine, bovine). La aceasta se poate adăuga și cultivarea terenurilor cu porumb, grâu, plante furajere, pomi și viță de vie. 
După anul 1970 a avut loc o reorientare a forței de muncă spre bazinele carbonifere Rovinari și Jilț inclusiv în cele doua termocentrale de la Rovinari si Turceni. Începând cu anul 1997,o dată cu reducerea extracției de lignit, au avut loc disponibilizări masive ale minerilor navetiști.
În prezent, populația ocupată este repartizată în proporție de 96% în sectorul primar (reprezentat de producția vegetală și animală), lipsind în totalitate activitatea secundară. Un procent de 3,2% se afla angajat în sectorul terțiar care îmbracă toate aspectele de prelucrare, valorificare atât a produselor agricole brute cât și a celor industrializate și prelucrate.
Comuna Negomir a fost vestită pentru practicarea unor meserii ca cizmărie, dulgherie, tinichigerie, confecționarea lingurilor sculptate din lemn, meserii care au înregistrat un regres vizibil. De asemenea, cojocăria și tăbăcăria nu se mai practică.

## Demografie
Componența etnică a comunei Negomir
     Români (97,77%)
     Alte etnii (0,09%)
     Necunoscută (2,14%)
Componența confesională a comunei Negomir
     Ortodocși (93,5%)
     Penticostali (3,41%)
     Alte religii (0,5%)
     Necunoscută (2,58%)
Conform recensământului efectuat în 2021, populația comunei Negomir se ridică la 3.370 de locuitori, în scădere față de recensământul anterior din 2011, când fuseseră înregistrați 3.555 de locuitori. Majoritatea locuitorilor sunt români (97,77%), iar pentru 2,14% nu se cunoaște apartenența etnică. Din punct de vedere confesional, majoritatea locuitorilor sunt ortodocși (93,5%), cu o minoritate de penticostali (3,41%), iar pentru 2,58% nu se cunoaște apartenența confesională.

## Monumente istorice

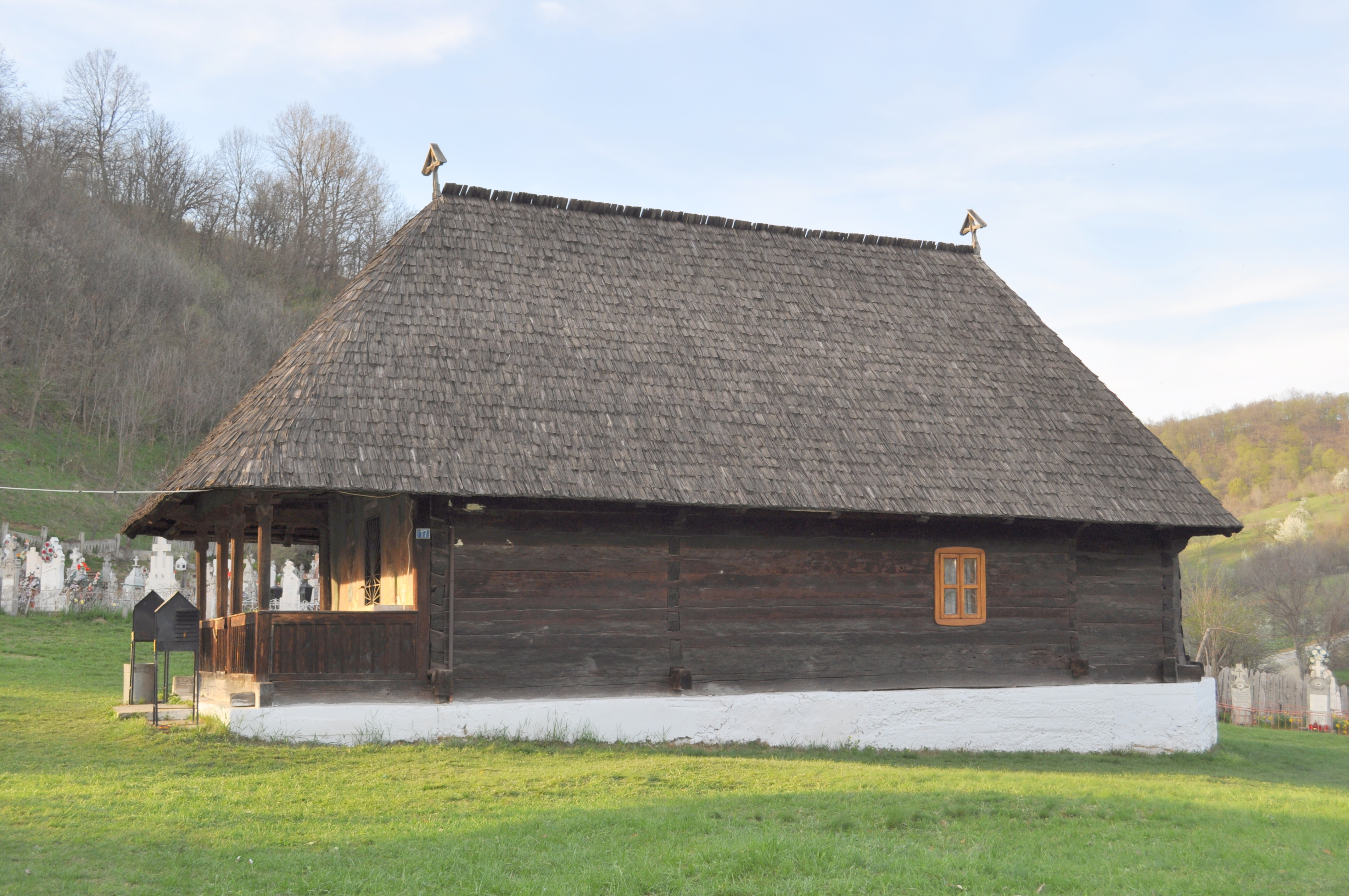
Biserica de lemn din Artanu, unul dintre monumentele istorice de interes local din comuna Negomir

Două monumente istorice din comuna Negomir sunt incluse în lista monumentelor istorice din județul Gorj. Prima este Biserica de lemn din Artanu, cu hramul Sfântului Ioan Botezătorul (1825), iar cealaltă este Biserica de lemn din Negomir (cătun, Curtișoara), cu hramul Sfântului Nicolae, ce datează din anul 1813.

## Politică și administrație
Comuna Negomir este administrată de un primar și un consiliu local compus din 13 consilieri. Primarul, Tudor Oiță[*], de la Partidul Social Democrat, este în funcție din 2016. Începând cu alegerile locale din 2024, consiliul local are următoarea componență pe partide politice:
|  | Partid                          | Consilieri | Componența Consiliului | Componența Consiliului | Componența Consiliului | Componența Consiliului | Componența Consiliului | Componența Consiliului | Componența Consiliului | Componența Consiliului |
|  | ------------------------------- | ---------- | ---------------------- | ---------------------- | ---------------------- | ---------------------- | ---------------------- | ---------------------- | ---------------------- | ---------------------- |
|  | Partidul Social Democrat        | 8          |                        |                        |                        |                        |                        |                        |                        |                        |
|  | Alianța pentru Unirea Românilor | 2          |                        |                        |                        |                        |                        |                        |                        |                        |
|  | Partidul Național Liberal       | 1          |                        |                        |                        |                        |                        |                        |                        |                        |
|  | Uniunea Salvați România         | 1          |                        |                        |                        |                        |                        |                        |                        |                        |
|  | Gruescu Ion                     | 1          |                        |                        |                        |                        |                        |                        |                        |                        |

## Vezi și
- Biserica de lemn „Sfântul Ioan Botezătorul” din Artanu
- Biserica de lemn „Sfântul Ierarh Nicolae” din cătunul Curtișoara, Negomir
- Biserica de lemn „Sfinții Voievozi” din Ursoaia
- Biserica „Sfinții Voievozi” Raci
- Coridorul Jiului (sit de importanță comunitară)